# Hexaclorobenzè
L'hexaclorobenzè o hexaclorobenzé (HCB) és un compost orgànic clorat de fórmula C₆Cl₆ molt poc soluble en aigua, persistent i amb un grau molt elevat de liposolubilitat, característiques que fan que sigui altament bioacumulable. No hi ha fonts naturals d'hexaclorobenzè, sinó que es genera bé intencionadament amb finalitats industrials o com a subproducte quan s'utilitzen mètodes no apropiats en la producció de compostos clorats (dissolvents, compostos aromàtics, plaguicides, etc.).
L'HCB es troba a concentracions molt baixes en l'aire ambiental i en l'aigua de beguda. A través de la cadena tròfica es produeix una important bioamplificació. En els aliments es troba en concentracions variables, que són més elevades en productes rics en greixos.
La principal font d'exposició de la població és a través de l'alimentació, que representa un 92% (les altres dues són la inhalatòria per exposició a l'aire ambiental i a través de l'aigua de beguda).
És un fungicida que primerament s'emprava com a tractament per a les llavors, especialment per al control de la “bunt”” comú. Va ser prohibit globalment sota el tractat d'Estocolm sobre contaminants orgànics persistents.